# Églises en bois de la partie slovaque de la zone des Carpates
Les Églises en bois de la partie slovaque de la zone des Carpates sont un ensemble de huit monuments culturels inscrit à la liste du patrimoine mondial en Slovaquie. De telles églises en bois, matériau localement abondant, sont en fait typiques de la chaîne des Carpates non seulement en Slovaquie mais aussi en Pologne, Ukraine et Roumanie, et ont également été inscrites, mais en ordre dispersé, au patrimoine mondial de l'UNESCO, en 1999 en Roumanie, en 2003 en Pologne et en 2013 en Ukraine et Pologne orientale.

## Liste
| Église                         | Emplacement                         | Époque        | Coordonnées                       | Photo |
| ------------------------------ | ----------------------------------- | ------------- | --------------------------------- | ----- |
| Église Saint-François-d'Assise | Hervartov (région de Prešov)        | XVe siècle    | 49° 14′ 50″ nord, 21° 12′ 15″ est |       |
| Église de Tous-les-Saints      | Tvrdošín (région de Žilina)         | XVe siècle    | 49° 20′ 10″ nord, 19° 33′ 30″ est |       |
| Église articulaire en bois     | Hronsek (région de Banská Bystrica) | 1726          | 48° 38′ 56″ nord, 19° 09′ 17″ est |       |
| Église articulaire en bois     | Leštiny (région de Žilina)          | 1688          | 49° 11′ 25″ nord, 19° 21′ 37″ est |       |
| Église articulaire en bois     | Kežmarok (région de Prešov)         | 1717          | 49° 08′ 35″ nord, 20° 25′ 50″ est |       |
| Église Saint-Nicolas           | Bodružal (région de Prešov)         | 1658          | 49° 21′ 09″ nord, 21° 42′ 28″ est |       |
| Église Saint-Nicolas           | Ruská Bystrá (région de Košice)     | XVIIIe siècle | 48° 51′ 25″ nord, 22° 17′ 47″ est |       |
| Église Saint-Michel-Archange   | Ladomirová (région de Prešov)       | 1742          | 49° 19′ 42″ nord, 21° 37′ 35″ est |       |

## Localisation
| \| Localisation de la Slovaquie en Europe \| Hervartov Tvrdošín Hronsek Leštiny Kežmarok Bodružal Ruská Bystrá Ladomirová |
| Localisation de la Slovaquie en Europe                                                                                    |

| Localisation de la Slovaquie en Europe |

### Sessions de l'Unesco
1. ↑  Églises en bois de Maramureș à la 23e session du Comité du patrimoine mondial
2. ↑  Églises en bois du sud de la Petite Pologne à la 27e session du Comité du patrimoine mondial
3. ↑  Tserkvas en bois de la région des Carpates en Pologne et en Ukraine à la 37e session du Comité du patrimoine mondial